# MWM International
A MWM é uma fabricante brasileira de motores a diesel e geradores de energia. A empresa conta com uma planta em São Paulo (SP) e um centro de distribuição de peças localizado em Jundiaí (SP). Com 70 anos de atuação, a companhia atua em mercados diversos como Estados Unidos, México, Argentina, Chile, dentre outros países. Os produtos da empresa atendem aos segmentos veicular, agrícola, industrial, geração de energia e marítimo. 
A MWM atua, também, no segmento de geração de energia, com grupos geradores diesel que vão de 10 a 1.250 kVA em 50 e 60Hz e com os geradores a gás natural e a biogás, que vão de 40 a 625 kVA em 50 e 60Hz. 
A companhia está estrategicamente instalada no Mercosul, com o objetivo de atender aos clientes da região e trabalhar como base para exportação de produtos para o mundo todo. Hoje, a companhia exporta para mais de 45 países ao redor do mundo.

## Segmentos de Atuação
A MWM Motores e Geradores produz motores para diversas aplicações como: Marítima, Agrícola, Veicular, Grupos Geradores e Industriais. São diversas opções de potência e cilindradas de acordo com a necessidade de uso. Possui também ampla distribuição de peças de reposição originais tanto no Brasil quanto no exterior.

## Motores Série 229
Em meados da década de 1960, a MWM lançou no mercado sua primeira família de motores com índice de nacionalização, chamada de 222. No início de 1971, houve a gradativa substituição dos motores 222 pela família 225, que atingiu nacionalização de quase 100%. 1973 foi o ano que marcou a entrada da MWM para o mercado veicular/automotivo com o motor 225 para equipar os caminhões Dodge D950 da Chrysler. Em 1974, iniciou-se a parceria com Ford com fornecimento do motor 226 (a evolução do 225) para equipar o caminhão leve F-4000. Por fim, em 1977, deu-se início à produção da Série 229. A Série 229 possui versões de 3 cilindros, 4 cilindros e 6 cilindros, com uma ampla gama de aplicação, mais notavelmente a veicular, agrícola, marítima, industrial e geração de energia. Por conta disso, tais motores são fabricados até os dias de hoje e contam com uma abundante disponibilidade de peças de reposição.

## Motores Série Sprint
Acompanhando as tendências do mercado e a revolução na filosofia de projeto dos motores que equipavam as caminhonetes médias da época, cada vez menores e aceitando maior regime de rotações, em 1996 a MWM deu início a produção da família Sprint na fábrica de Santo Amaro, que passou a ocupar uma linha de produção independente. Possuía uma versão de 4 cilindros, 2.8 litros com potência máxima de 132 cv, denominada 4.07 TCA, e uma de 6 cilindros, 4.2 litros, com potência máxima de 180 cv, denominada 6.07 TCA. Inicialmente, a produção se destinou à fábrica da GM em Córdoba, na Argentina, para equipar a picape Silverado bem como à linha de utilitários LT2 da Volkswagen alemã.  
Por terem sido desenvolvidos especificamente para aplicação automotiva, esses motores se destacam por sua leveza, compacidade e, em comparação com outros da mesma época, maior economia de combustível, além de níveis reduzidos de ruído e vibração. Ao longo dos anos, conquistaram uma sólida reputação graças à durabilidade, confiabilidade e baixos custos de manutenção, sendo amplamente adotados em modificações e projetos voltados para uso off-road. Essa popularidade também se explica pela simplicidade de seu projeto, que inclui bloco e cabeçote em ferro fundido, comando único de válvulas no cabeçote, válvula termostática dupla, sistema de distribuição por engrenagens e bomba injetora mecânica. 
Em 2001, a MWM atingiu a marca de 100.000 motores Sprint produzidos. No mesmo ano, deu-se início à produção do motor MWM Sprint eletrônico, chamado de 4.07 TCE, para adequar o LT2 às novas normas de emissão de poluentes vigentes na Europa. Esta versão ganhou sistema de injeção common-rail da Bosch. Também foi desenvolvida uma versão de 3.0 litros e 150 cv, chamada de 4.08 TCE, que equipou os caminhões Volkswagen Delivery 5-140 e Delivery 8-150. Em 2006, a versão eletrônica foi adotada nos veículos brasileiros também por conta de normas de emissão de poluentes . O Sprint eletrônico permaneceu em linha até 2012, porém até os dias de hoje a MWM disponibiliza blocos, cabeçotes e demais peças de reposição novas em sua rede autorizada. 

Parte do sucesso comercial da série Sprint se deve ao fato de ela ter sido lançada na Europa antes do ano 2000 — período em que o Brasil se preparava para adotar a norma de emissões Euro II, já vigente há algum tempo no mercado europeu. Essa transição forçou a maioria das montadoras de picapes e vans no país a atualizar os motores de seus veículos. Como a MWM já fornecia os motores Sprint para a Volkswagen na Alemanha, saiu na frente da concorrência, que ainda não estava pronta para atender às novas exigências. Essa vantagem é destacada por José Eduardo Luzzi, então diretor comercial da MWM:  
Na ocasião, as emissões dos motores automotivos no Brasil passaram a respeitar as normas ambientais Euro II, que já eram válidas para a Europa desde 1998. A MWM tinha o produto certo para esse tipo de aplicação, pois vendia motores para a Volkswagen colocar na van LT2, comercializada na Alemanha. Tínhamos uma vantagem sobre todos os outros concorrentes e soubemos aproveitá-la." 

### Prêmios e Destaques
A série Sprint, quando foi apresentada no salão do Automóvel de Frankfurt pela primeira vez, foi declarada como o Estado da Arte no desenvolvimento de motores mecânicos. Um dos pontos que chamou a atenção foi o sistema de defasagem do comando na abertura das válvulas de admissão. Por conta dos motores Sprint, a MWM recebeu o prêmio Destaque Tecnológico. Além disso, à época de seu lançamento, foi o primeiro produto nacional certificado pela norma de emissões EURO III.

### Aplicação
Os motores da Série Sprint equiparam diversas caminhonetes, vãs, ônibus e caminhões de pequeno porte no Brasil, demais países da América do Sul e Europa.
| Marca      | Modelo         | Versão   | Início | Fim  |
| ---------- | -------------- | -------- | ------ | ---- |
| Chevrolet  | S10            | 4.07 TCA | 2000   | 2005 |
| Chevrolet  | S10            | 4.07 TCE | 2006   | 2012 |
| Chevrolet  | Blazer         | 4.07 TCA | 2000   | 2005 |
| Chevrolet  | Blazer         | 4.07 TCE | 2006   | 2010 |
| Chevrolet  | Silverado      | 6.07 T   | 1997   | 2001 |
| Chevrolet  | Grand Blazer   | 6.07 T   | 1999   | 2001 |
| GMC        | 3500 HD        | 6.07 T   | 1997   | 2002 |
| GMC        | 6-150          | 6.07 T   | 1997   | 2002 |
| Ford       | F-250          | 6.07 TCA | 1999   | 2006 |
| Troller    | T4             | 4.07 TCA | 2001   | 2005 |
| Nissan     | Frontier       | 4.07 TCA | 2003   | 2005 |
| Nissan     | Frontier       | 4.07 TCE | 2006   | 2008 |
| Nissan     | Xterra         | 4.07 TCA | 2003   | 2005 |
| Nissan     | Xterra         | 4.07 TCE | 2006   | 2008 |
| Agrale     | Marruá         | 4.07 TCA | 2005   | 2005 |
| Agrale     | Marruá         | 4.07 TCE | 2006   | 2009 |
| Agrale     | 6000           | 4.07 TCA | 1998   | 2005 |
| Agrale     | 6000           | 4.07 TCE | 2006   | 2009 |
| Agrale     | Furgovan 6000  | 4.07 TCA | 2000   | 2005 |
| Agrale     | Furgovan 6000  | 4.07 TCE | 2006   | 2009 |
| Agrale     | MA 6.0         | 4.07 TCA | 1998   | 2006 |
| Agrale     | MA 5.0         | 4.07 TCA | 2002   | 2005 |
| Marcopolo  | Volare A5/A6   | 4.07 TCA | 1998   | 2005 |
| Marcopolo  | Volare A5/A6   | 4.07 TCE | 2005   | 2011 |
| Volkswagen | LT 28/35/46    | 4.07 TCA | 1997   | 2001 |
| Volkswagen | LT 28/35/46    | 4.07 TCE | 2002   | 2006 |
| Volkswagen | Delivery 8-150 | 4.08 TCE | 2005   | 2011 |
| Volkswagen | Delivery 5-140 | 4.08 TCE | 2005   | 2012 |

| Versão   | Configuração       | Potência           | Torque                |
| -------- | ------------------ | ------------------ | --------------------- |
| 4.07 TCA | 2.8 L - 4 em linha | 114 cv @ 3.200 rpm | 33,3 kgfm @ 1.800 rpm |
| 4.07 TCA | 2.8 L - 4 em linha | 132 cv @ 3.600 rpm | 34 kgfm @ 1.800 rpm   |
| 4.07 TCE | 2.8 L - 4 em linha | 140 cv @ 3.500 rpm | 34,7 kgfm @ 1.800 rpm |
| 4.08 TCE | 3.0 L - 4 em linha | 140 cv @ 3.400 rpm | 40,8 kgfm @ 1.700 rpm |
| 4.08 TCE | 3.0 L - 4 em linha | 150 cv @ 3.400 rpm | 40,8 kgfm @ 1.700 rpm |
| 6.07 T   | 4.2 L - 6 em linha | 168 cv @ 3.800 rpm | 43,3 kgfm @ 2.000 rpm |
| 6.07 TCA | 4.2 L - 6 em linha | 180 cv @ 3.400 rpm | 51 kgfm @ 1.600 rpm   |